# أزغاب عملاقة
الأزغاب العملاقة (الاسم العلمي: Leithiinae) هي أسرة من الثدييات تتبع فصيلة الزغبات من رتبة القوارض.